# Iakivtsi
Iakivtsi est un ancien village ukrainien de la banlieue nord-est de la ville de Poltava. C'est une localité historique du district de Kiev (uk) où s'est déroulée une partie de la bataille de Poltava.

## Historique
La région de Iakivtsi aurait été peuplée depuis l’Antiquité. Dix tumulus de la période scythe (V-III siècles av. J.-C.) ont été conservés sur son territoire.
Selon l'une des versions probables, la colonie porte le nom du premier colon, un noble Yakov Horbanenko, dans le deuxième quart du XVIIe siècle. L'un de ses fils, Petrash Yakovenko, est un cosaque de Poltava en 1649. D'autres membres de cette famille ont joué un rôle important dans le régiment de Poltava, et le gouvernement dans la seconde moitié du XVIIe siècle.
Les troupes moscovites arrivées près de Poltava à l'été 1709 campent au nord de la ville, près du village de Iakivtsi. C'est à cet endroit que s'installe le 2e camp de l'armée de Moscou menée par Pierre Ier le Grand et cette armée s'y fortifie le 25 juin 1709. Ce camp joue un rôle essentiel lors de la bataille de Poltava, le 27 juin 1709.
Entre 1853 et 1854, les cadets du corps des cadets Ptrovski Poltava restaurent une partie de ce deuxième camp fortifié. Aux débuts de l'ère soviétique, un camp de concentration pour les «éléments bourgeois» y est établi. Selon le recensement de 1859, il y a 328 habitants à Iakivtsi, comté de Poltava. Depuis les années 1980, un centre sportif d'été est établi sur le territoire du village pour les Cadets.
Depuis 1929, le village de Iakivtsi est intégré à la ville de Poltava.

## Monuments
En 1950, le musée national d'histoire de la Bataille de Poltave ouvre.
Une stèle de 3,15 m de large et d'une hauteur de 0,74 m est placée depuis 1973 à l'endroit où se tenait le camp fortifié de la bataille de Poltava.

## Personnalités
- Nikolai Vassilievitch Sklifosovski (1836-1904) : chirurgien et professeur émérite ukraino-russe est décédé à Iakivtsi (né à Dzerjinscoe). Directeur de l'Institut clinique impérial de la grande-duchesse Elena Pavlovna à Saint-Pétersbourg, auteur d'ouvrages sur la chirurgie militaire de campagne et la chirurgie abdominale[3].